# Nicolas Fumée
Nicolas Fumée, seigneur de la Touche, mort en 1593, est un prélat français, aumônier du roi.

## Famille
Nicolas Fumée est le fils de Martin I Fumée, chevalier, seigneur des Roches-Saint-Quentin, maître des requêtes et commissaire des aides, et de Martine d'Alès. Il est arrière-petit-fils d'Adam Fumée, ancien professeur de la faculté médecine de Montpellier, médecin des trois rois Charles VII, Louis XI et Charles VIII, puis garde des Sceaux, ainsi que le frère de Martin Fumée.

## Biographie
Il devint tout d'abord chanoine de l'église de Paris. Ensuite il fut nommé abbé de la Couture du Mans. Enfin, protégé par le cardinal Charles Ier de Bourbon, il succéda ses évêque-comte de Beauvais ainsi que pair de France en 1575 et restait dans cette fonction jusqu'en 1593.
Pareillement, il trouva sa fonction auprès de la Chapelle royale. En 1574, il devint maître de la Chapelle de plain-chant qui assurait la messe quotidienne à la cour. Mais, quatre ans plus tard environ, il quitta cette fonction en faveur de Nicolas Brulart de Sillery. Lorsque la Chapelle royale subissait une immense difficulté pendant la Ligue, il contribua considérablement à rétablir les offices de celle-ci vers la fin de l'année 1590, en qualité de premier aumônier du roi ainsi qu'en collaboration avec le maître de l'Oratoire, cardinal Pierre de Gondi.

## Note et référence
1. ↑  Selon l'abbé Archon (publié en 1711), petit-fils https://books.google.fr/books?id=pDE-AAAAcAAJ&pg=PA603
2. 1 2 3 4 5  abbé Oroux, Histoire ecclésiastique de la cour de France, où l'on trouve tout ce qui concerne l'histoire de la Chapelle, & des principaux officiers ecclésiastiques de nos rois, 1777, 758 p. (lire en ligne), p. 180.
3. ↑  Oroux (abbé.), Histoire ecclésiastique de la cour de France, où l'on trouve tout ce qui concerne l'histoire de la Chapelle, & des principaux officiers ecclésiastiques de nos rois, 1777, 708 p. (lire en ligne), p. 222.